# Juan Manuel Asensi
Pour les articles homonymes, voir Asensi.
Juan Manuel Asensi Ripoll, né le 23 septembre 1949 à Alicante, est un ancien footballeur espagnol des années 1970.

## Biographie
Ce milieu de terrain débute à Elche, avant de faire les beaux jours du Barcelone pendant plus de dix ans. Il est notamment le capitaine des blaugranas jusqu'à l'arrivée de Johan Cruyff en 1974. Avec Barcelone, il joue 397 matchs et marque 101 buts. Il joue son dernier match avec le Barça le 9 novembre 1980 au Camp Nou face à l'Atlético Madrid.
Asensi compte 41 sélections et 7 buts en équipe d'Espagne. Il dispute notamment avec cette équipe la Coupe du monde 1978.
En 1984, Asensi fonde une académie de football baptisée TARR avec d'anciens coéquipiers du Barça comme Carles Rexach, Antoni Torres et Joaquim Rifé. Il entraîne aussi des équipes juniors du Barça.

## Clubs
- 1966-1970 :  Elche
- 1970-1980 :  FC Barcelone
- 1980-1982 :  CF Puebla
- 1982-1983 :  Oaxtepec

## Palmarès
- Vainqueur de la Coupe des coupes en 1979
- Champion d'Espagne en 1974
- Vainqueur de la Coupe d'Espagne (Copa del Rey) en 1971 et 1978